# Prasanna Jayawardene
Hewasandatchige Asiri Prasanna Wishvanath Jayawardene (* 10. September 1979 in Colombo, Sri Lanka) ist ein ehemaliger sri-lankischer Cricketspieler, der zwischen 2000 und 2015 für die sri-lankischen Nationalmannschaft spielte. Während seiner Karriere galt er als einer der besten Wicket-Keeper, die Sri Lanka hervorgebracht hat.

## Aktive Karriere
Jayawardene gab sein First-Class-Debüt in der Saison 1997/98. Als 19-Jähriger war er dann im Kader der Tour in England in der Saison 1998, kam jedoch nicht zum Einsatz. Sein Debüt folgte in der Saison 2020 beim dritten Test gegen Pakistan, wobei er zunächst jedoch die ersten drei Tage nicht auf dem Feld stand, da Sri Lanka als Schlagmannschaft auftrat und danach der Rest des Spiels durch den einsetzenden Regen abgesagt werden musste. Jedoch kam er in der Folge kaum zum Einsatz, auch weil Romesh Kaluwitharana und Kumar Sangakkara als Wicket-Keeper vor ihm eingestuft wurden. Im April 2003 gab er sein ODI-Debüt in einem Drei-Nationen-Turnier in den Vereinigten Arabischen Emiraten gegen Pakistan. Jedoch konnte er sich auch in diesem Format nicht etablieren. So wurde er zunächst in der sri-lankischen A-Nationalmannschaft eingesetzt. Als im folgenden Jahr die Sorge über die Doppelbelastung für Sangakkara anstieg, kam Jayawardene bei der Tour in Simbabwe wieder zurück in den Test-Kader. Doch sollte es weitere zwei Jahre dauern, bis er sich im Team etablieren konnte. Im Dezember 2006 musste er auf Grund einer Blinddarmoperation und einer Armgelenkverletzung aussetzen. Im Mai 2007 absolvierte er erneut eine ODI-Serie gegen Pakistan, konnte jedoch bei dieser am Schlag nicht überzeugen und so war diese die letzte seiner Karriere. 
Das erste Mal als Schlagmann stach er im ersten Test gegen Bangladesch im Juni heraus, als ihm ein Century über 120* Runs aus 191 Bällen gelang. Im Dezember 2007 kam England nach Sri Lanka und ihm gelangen in den ersten beiden Tests zwei Fifties (51 und 79 Runs). In der Folge konnte er jedoch abermals über längere Zeit nicht als Schlagmann herausragen und so wuchs Angelo Mathews als Konkurrent um seine Spielposition heran. Eine Fingerverletzung im Juli 2009 stellte seine Kaderposition daher in Frage. Im ersten Test in Indien zu Beginn der Saison 2009/10 konnte er dann wieder mit einem Century über 154* Runs aus 314 Bällen auf sich Aufmerksam machen, als er in einer Partnerschaft mit Mahela Jayawardene das Remis sicherstellte. In der Saison 2010/11 erzielte er ein Fifty über 58 Runs gegen die West Indies. Im Mai 2011 folgte zur Eröffnung der Test-Serie in England ein Century über 112 Runs aus 168 Bällen.
In der Saison 2011/12 erzielte er zunächst ein weiteres Century über 120 Runs aus 273 Bällen gegen Pakistan, womit er zusammen mit Kumar Sangakkara das Remis im ersten rettete. Zum Ende der Saison folgte beim Sieg gegen England ein Fifty über 61* Runs. Zum Ende des Jahres 2012 wurde er aus dem Kader gestrichen, als er abermals am Schlag nicht überzeugen konnte. Zurück im Team ein Jahr später gegen Pakistan erzielte er erneut ein Fifty über 63 Runs. In der Saison 2014 verletzte er sich am Finger und musste pausieren. Seinen letzten Einsatz im Nationalteam hatte er in der Test-Serie in Neuseeland im Januar 2015. Am Ende der Saison beendete er dann auch seine Karriere im nationalen Cricket, wo er zuletzt für den Colombo Cricket Club spielte.